# 山本郁子 (女優)
山本 郁子（やまもと いくこ、1964年8月16日 - ）は、日本の女優、声優。文学座所属。新潟県出身。身長163cm、体重46kg。特技は水泳。

## 経歴
日本大学藝術学部演劇学科出身。
1988年、文学座本公演『好色一代女』でデビュー。以降、舞台やドラマで活躍するほか、ナレーションや声優としても活動。

## 出演

### 舞台

#### 劇団公演
- 華岡青洲の妻
- グリークス
- 十二夜
- ペンテコスト
- 風の中の蝶たち
- ぬけがら
- ゆれる車の音〜九州テキ屋旅日記〜
- くにこ
- NASZA KLASA（ナシャ・クラサ）私たちは共に学んだ

#### 外部出演
- 頭痛肩こり樋口一葉
- きらめく星座
- 新・明暗
- 春と爪
- 壊れた風景

### テレビドラマ
- 松平右近事件帳（1982年、NTV）
- 鬼平犯科帳 第3シリーズ 第6話「いろおとこ」（1992年1月29日、フジテレビ） - お篠 役
- 旅行作家・茶屋次郎3 - 岡村杏子 役
- めだか（2004年10月 - 12月、フジテレビ）
- 篤姫（2008年、NHK） - 亀岡
- 遺留捜査第2シリーズ 第4話（2012年8月9日、テレビ朝日） - 三上君江 役
- 孤独のグルメ Season9 第5話    （2021年8月7日、テレビ東京）  - ふじ・女将 役
- イグナイト -法の無法者- 第2話（2025年4月25日、TBS） - 西田雅子 役[1]

### テレビアニメ
- みすて♡ないでデイジー（兄井野枝）

### 劇場アニメ
- もののけ姫（タタラ踏み）
- 崖の上のポニョ

### 映画
- Red（2020年2月21日、日活） - 村主麻子 役[2]

### 吹き替え
※以下は1958年生の女優、山本郁子の公式のプロフィールのページの出演作にERがあるので混同している可能性あり。
- ER VII 緊急救命室（NHK BS）#16（ディアドル・ジェフリーズ〈ティミリー・ロモリーニ〉）
- ER VIII 緊急救命室（NHK BS）#13（レスリー・ミラー〈マッケンジー・フィリップス〉）、#19（ケイ）
- ER IX 緊急救命室（NHK BS）#18（ダイアナ・ラッシング〈ステファニー・ヴェンディット〉）
- ER XII 緊急救命室（NHK BS）#11（ラムジー夫人〈キム・ギリンガム〉）
- ER XIV 緊急救命室（NHK BS）#13（ニコール〈デボラ・ラフィン〉）
- 宮廷女官チャングムの誓い（NHK）（皇后）
- キリクと魔女
- 刑事ヴァランダー3 白夜の戦慄（WOWOWプライム）
- しあわせの処方箋

### その他
- BS1スペシャル「インパール 慰霊と和解の旅路」(語り)